# Zlatko Hebib
Zlatko Hebib (sinh ngày 28 tháng 12 năm 1990) là một cầu thủ bóng đá Thụy Sĩ thi đấu cho Stade Nyonnais.
Hebib sinh ra ở Dubrovnik, CHXHCN Croatia, Nam Tư, nhưng chuyển đến Thụy Sĩ từ nhỏ. Anh gia nhập Grasshopper Club Zürich lúc 7 tuổi, trải qua thời gian với the câu lạc bộ Thụy Sĩ, nhưng chưa bao giờ ra sân cho đội một. Sau một mùa giải với Yverdon-Sport FC và 4 tháng không thuộc đội bóng nào, Hebib gia nhập SV Babelsberg 03 vào tháng 11 năm 2011. Cầu thủ trẻ quốc gia Thụy Sĩ có màn ra mắt tại3. Liga ở Đức trong chiến thắng 3–1 trên sân khách trước VfR Aalen.